# Coprosma parviflora
Coprosma parviflora är en måreväxtart som beskrevs av Joseph Dalton Hooker. Coprosma parviflora ingår i släktet Coprosma och familjen måreväxter. Inga underarter finns listade i Catalogue of Life.